# Minas Hatzisavvas
Minas Hatzisavvas (Μηνάς Χατζησάββας), född 28 januari 1948 i Aten, död 30 november 2015 i Aten, var en grekisk skådespelare.

## Roller (i urval)
- 2005 - Des Jours Et Des Nuits
- 2005 - Pote Den Xereis TV-serie
- 2003 - Oneiro Itan TV-serie
- 2003 - O Vasilias
- 2003 - I Triti Nixta
- 2003 - Antistrofi Metrisi TV-serie
- 2002 - Lilly's Story
- 2002 - Ki Avrio Mera Einai